# MP-443
イジェメック MP-443（ИМЗ MP-443）またはPYa「グラッチ」は、ロシアのイジェフスク機械工場で開発された自動拳銃。

## 概要
イジェフスク機械工場社の技師ウラジミール・ヤリギン（Vladimir Yarygin）の手によって設計された。
9x19mmパラベラム弾を使用しており、西欧の自動拳銃に近い様式の拳銃であるが、スライド、グリップフレームが昔ながらのスチール製と、保守的・堅実な設計となっている。
通常弾薬に加え、中央精密工学研究所によって開発された9×19mmPBP弾など高性能徹甲弾を使用可能で、「ОСТ Р 50744-95規格のクラス2a」の防弾装備を貫通する能力を備えている。
2008年からロシア連邦軍やFSB・MVDのスペツナズなどに配備されている。また、MP-446が欧米向けに製造・販売されているなど、民間市場の商品としても注目されている。
MP-443はイジェフスク機械工場側の呼称で、ロシア連邦軍ではПЯと呼ぶ。どちらもグラッチと呼んで差し支えない。
|          | M1911                       | BHP                         | P220                                              | Cz75                                              | 92F                                               | P226                                              | グロック17                | SFP9                      | MP-443   |
| -------- | --------------------------- | --------------------------- | ------------------------------------------------- | ------------------------------------------------- | ------------------------------------------------- | ------------------------------------------------- | ------------------------- | ------------------------- | -------- |
| 画像     |                             |                             |                                                   |                                                   |                                                   |                                                   |                           |                           |          |
| 口径     | .45                         | 9mm                         | 9mm .45 等                                        | 9mm                                               | 9mm                                               | 9mm                                               | 9mm                       | 9mm                       | 9mm      |
| 装弾数   | 7発                         | 13発                        | 9発                                               | 15発                                              | 15発                                              | 15発                                              | 17発                      | 15-20発                   | 18発     |
| 銃身長   | 127 mm                      | 118 mm                      | 112 mm                                            | 120 mm                                            | 125 mm                                            | 112 mm                                            | 114 mm                    | 104 mm                    | 112.5 mm |
| 全長     | 216 mm                      | 200 mm                      | 198 mm                                            | 206 mm                                            | 217 mm                                            | 196 mm                                            | 186 mm                    | 187 mm                    | 198 mm   |
| 重量     | 1,130 g                     | 810 g                       | 830 g                                             | 1,000 g                                           | 970 g                                             | 964 g                                             | 703 g                     | 753 g                     | 950 g    |
| 作動方式 | 反動利用 シングルアクション | 反動利用 シングルアクション | 反動利用 シングルアクションおよびダブルアクション | 反動利用 シングルアクションおよびダブルアクション | 反動利用 シングルアクションおよびダブルアクション | 反動利用 シングルアクションおよびダブルアクション | 反動利用 ダブルアクション | 反動利用 ダブルアクション | 反動利用 |

## 歴史
1990年初頭、ソ連防衛省は次世代拳銃開発計画「グラッチ」を開始した。ヤリギン技師は1993年以降に試作品MP-443を提出し、2000年までテストされた。
こののち2003年にロシア連邦軍が「9-мм пистолет Ярыгина（9-mmヤリギン式拳銃）」略称ПЯ（PYa）の名称で採用した。2010年ごろから公式にロシア連邦軍、内務省などで実際に運用されており、また2011年からは旧式のPMからの更新も始まっている。

## バリエーション
MP-446 バイキング
強化ポリマー製のグリップフレームを持ち、欧米、ロシアにおける民間市場向けに製造されている。
MP-353
民間市場向け。非致死性ピストル。
MP-472
非致死性ピストル。

## 配備国
- ロシア
- カザフスタン
- アルメニア
- ベラルーシ
- リトアニア